# Парламентские выборы в Лаосе (1958)
Парламентские выборы в Лаосе в 1958 году состоялись 4 мая с целью избрать депутатов на 21 дополнительный мандат в Национальном собрании, которое было расширено с 39 до 60 мест. По итогам этих выборов убедительную победу одержал Патриотический фронт Лаоса (ПФЛ), получивший 9 из 21 мандата, хотя правящая Национальная прогрессивная партия во главе с принцем Суванна Фума сохранила относительное большинство в Национальном собрании (26 мест из 60). Явка на выборы составила 82,14 %.

## Результаты выборов
| Патриотический фронт Лаоса        |         | 43  | 9  |  |  |  |  |  |
| Национальная прогрессивная партия |         | 19  | 4  |  |  |  |  |  |
| Сантхифаб                         |         | 19  | 4  |  |  |  |  |  |
| Независимые                       |         | 19  | 4  |  |  |  |  |  |
| Признано недействительными        | -       | -   |    |  |  |  |  |  |
| Всего                             | 689 598 | 100 | 21 |  |  |  |  |  |
|                                   |         |     |    |  |  |  |  |  |
| Источники: Nohlen и др.           |         |     |    |  |  |  |  |  |

## Политические последствия выборов
Успех ПФЛ и его союзников изменил политическую атмосферу во Вьентьяне. Суфанувонг получил большинство голосов и стал председателем Национальной ассамблеи. Усиление позиций ПФЛ вызвало беспокойство западных держав, прежде всего США, о чём было дано понять Суванна Фуме во время его поездки в США, Францию и Великобританию в начале 1958 года. В целях укрепления существующего режима Суванна Фума пошёл на блокирование с правыми. 13 июня 1958 года две крупнейшие партии — Национальная прогрессивная партия и Партия независимости — объединились, создав Народную партию Лаоса (Лао Лум Лао). Суванна Фума возглавил её в качестве председателя. 19 июля он объявил о выполнении Женевских соглашений 1954 года, и вскоре Международная контрольная комиссия прервала свою работу на неопределённое время. Через четыре дня, 23 июля, кабинет Суванна Фумы ушёл в отставку в соответствии с процедурой после утверждения результатов выборов в Национальное собрание. Король вновь поручил принцу формирование кабинета, однако парламент решительно отверг кандидатуру Суванна Фумы. Обвинённый в пособничестве коммунистам и сговоре со свои сводным братом Суфанувонгом. Суванна Фума четыре месяца был не у дел, пока в ноябре 1958 года его не отправили послом во Францию.